# Bruno and the Banana Bunch
 Bruno and the Banana Bunch (deutsch Bruno und die Bananenstaude) ist eine an Vorschulkinder gerichtete kanadische Zeichentrickserie, die zwischen 2006 und 2007 produziert wurde.

## Handlung
Die Serie handelt von Bruno dem Affen und seinen Freunden, die Abenteuer im Bananenland erleben.

## Charaktere
- Bruno, ein Affe. In jeder Folge begibt er sich mit seinen Freunden auf kreative Abenteuer.
- Green Crocodile, ein grünes Krokodil und Brunos bester Freund
- Pink Cow, eine pinke Kuh
- Big Elephant, ein Elefant
- Blue Bunny, ein blauer Hase
- Fluffy Sheep, ein Schaf
- Purple Penguin, ein violetter Pinguin vom Südpol
- Little Bird, ein kleiner roter Vogel
- Yellow Duck, eine gelbe Ente
- Pink Flamingo, ein Flamingo

## Produktion und Veröffentlichung
Die Serie wurde zwischen 2006 und 2007 in Kanada produziert. Die Produktion wurde von Cuppa Coffee Studios, Collideascope Digital Productions und CBC Television übernommen.
Einige Folgen der Seire sind auf YouTube verfügbar.
Eine deutsche Fassung der Serie existiert nicht.